# 埃根塔尔
埃根塔尔是德国巴伐利亚州的一个市镇。总面积28.12平方公里，总人口1293人，其中男性683人，女性610人（2011年12月31日），人口密度46人/平方公里。